# Lycaena bathinia
Lycaena bathinia är en fjärilsart som beskrevs av Pieter Cornelius Tobias Snellen 1899. Lycaena bathinia ingår i släktet Lycaena och familjen juvelvingar. Inga underarter finns listade i Catalogue of Life.